# 豊田市中央図書館
豊田市中央図書館（とよたしちゅうおうとしょかん）は、愛知県豊田市西町1丁目にある公共図書館。名鉄豊田市駅東側の参合館の3-7階にある。
豊田市はトヨタ自動車の本社所在地であり自動車産業とともに発展してきた街であることから、自動車資料の収集に力を入れており、公共図書館としては日本最大の自動車資料コレクションを有する。豊田市における図書館サービスは、中央館である豊田市中央図書館、分館である豊田市こども図書室、計31のネットワーク館で構成されている。2015年度時点の図書館・図書室の蔵書数は、全国の中核市45市の中で最多である。

## 歴史

### 西町時代（1946年 - 1954年）
『愛知県昭和史』によると、西加茂郡挙母町時代の1926年（昭和元年）に図書館を設立しているが、この図書館の詳細は定かでない。
太平洋戦争後の1946年（昭和21年）7月1日には挙母町立図書館設立委員会が組織され、同年9月1日には西町の挙母町都市計画事務所内に挙母町立図書館が設置された。1948年（昭和23年）4月1日には挙母町中央公民館が開館し、図書館が中央公民館の1階の一室に移転している。1950年（昭和25年）時点では2人の専任職員と約1,000冊の蔵書を有し、1日平均で約30人の閲覧者があった。1951年（昭和26年）3月1日には挙母町が市制施行して挙母市となったため、挙母町立図書館から挙母市立図書館に改称した。市制施行当時の蔵書数は約4,000冊であり、兼任館長と2人の臨時職員を有していた。

### 喜多町時代（1954年 - 1970年）

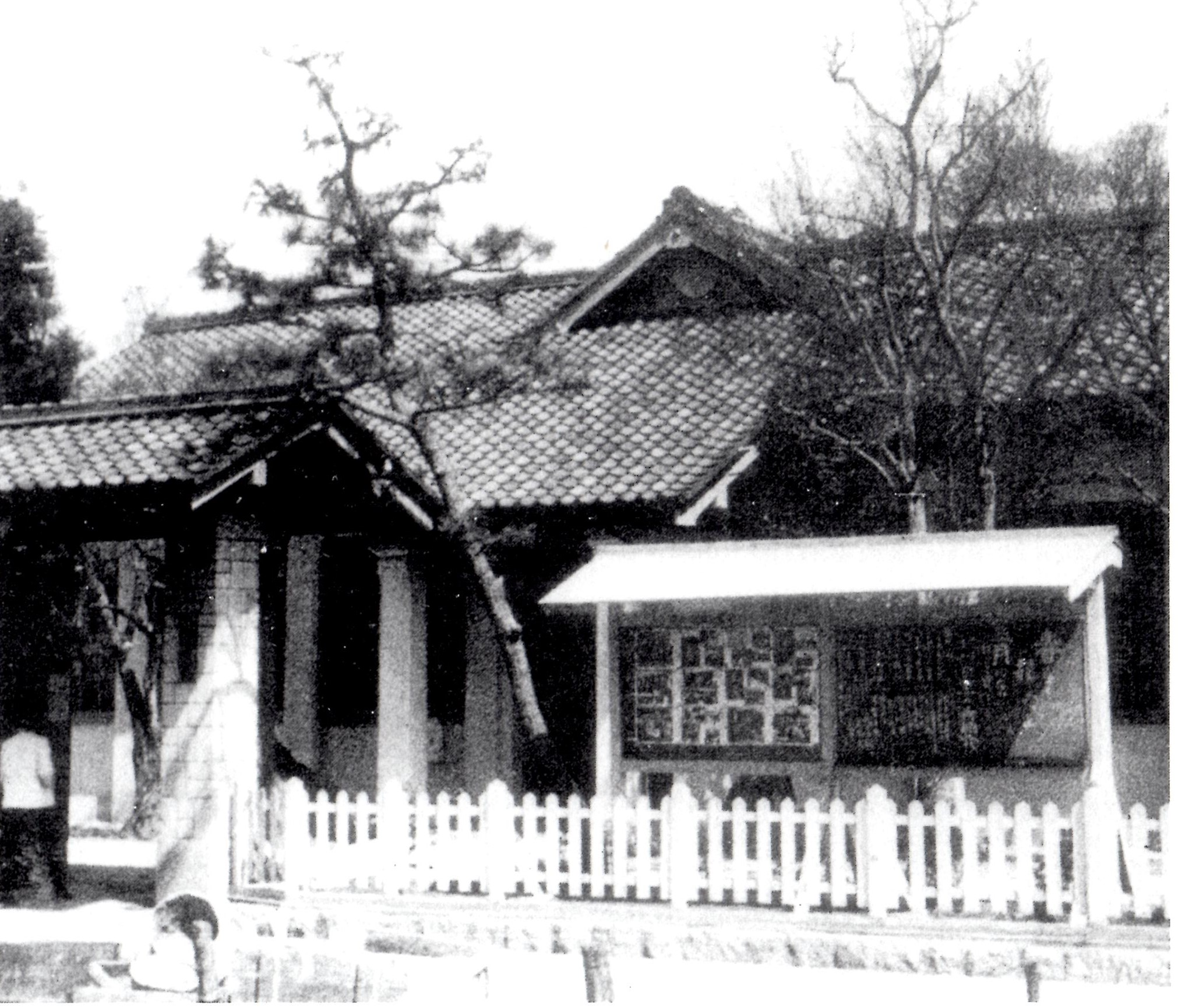
喜多町移転直後の挙母市立図書館（1954年頃）

1953年（昭和28年）3月には愛知県から愛知県蚕業取締所第九支所の建物の払い下げを受け、挙母市立図書館は10月にこの建物に移転した。1954年（昭和29年）3月29日に開館し、初めて図書館が独立した建物となった。図書館法第13条の下で、4月には専任館長が就任し、図書館協議会が図書館の運営にあたった。同年6月1日には貸出巡回文庫を開始した。同年9月14日には挙母市立図書館設置条例を公布し、公立図書館として再発足した。
1955年（昭和30年）3月には夜間開館を開始した。6月にはアメリカ文化センター(A.C.C.)から資料の寄贈を受け、図書館にA.C.C.資料室を併設した。8月には内藤政光から挙母藩蔵書3,200冊の一括寄贈を受け、5か年計画で進めていた蔵書1万冊に到達した。この際には職員が4人に増やされている。1959年（昭和34年）1月1日には挙母市が豊田市に市名変更し、挙母市立図書館から豊田市立図書館に改称した。1960年（昭和35年）5月11日には鉄筋コンクリート造2階建てで99m2の書庫を増築した。1921年（大正10年）に竣工した喜多町時代の建物は、1970年以後には准看護学校や青少年相談所などとしても使用され、2005年（平成17年）からは豊田市近代の産業とくらし発見館として使用されていたが、同館は2023年3月31日で閉館し、豊田市郷土資料館と統合される形で2024年4月26日に豊田市総合博物館として移転開業する事となった。この建物は豊田市域に現存する最古級の鉄筋コンクリート造の建築物であり、2000年（平成12年）には建物と正門が国の登録有形文化財となっている。

### 陣中町時代（1970年 - 1998年）

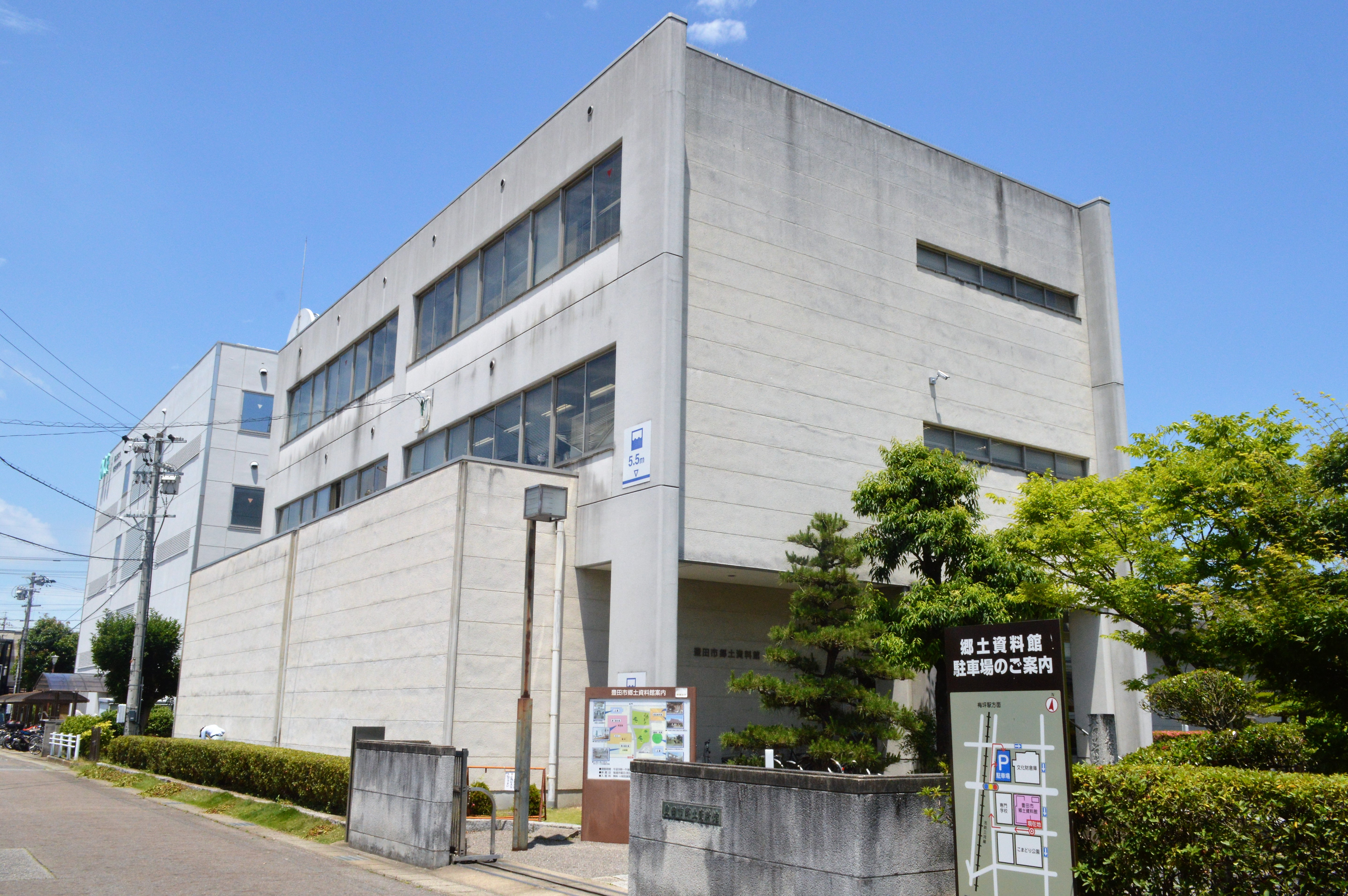
隣接地に同時期に建設された豊田市郷土資料館

昭和40年代の豊田市は公的施設の開館が続いた時期であり、豊田市立図書館の陣中町移転もこの時期であった。1963年に新築された豊田市庁舎を皮切りに、豊田市市民センター（1965年）、豊田市郷土資料館（1967年）、豊田市青年センター（1968年）、豊田警察署（1969年）、豊田市体育館（1970年）、豊田市消防本部庁舎（1970年）、豊田保健所（1970年）、豊田市文化芸術センター（1975年）などがこの時期に竣工している。
喜多町の図書館の建物は老朽化・狭小化が進んでいた。1965年（昭和40年）12月23日、矢作川西岸の陣中町に4,306.28m2の新館建設用地を取得し、1969年（昭和44年）4月2日には新館の起工式を行った。この場所は名鉄豊田市駅から北東に徒歩15分の距離にあり、新たな都市計画を行う文教地区の一角にあった。1970年（昭和45年）3月5日には豊田市立図書館新館の落成式を行い、3月6日に延床面積2,004.75m2の新館が開館した。
建築事業費は16億1509万円。人口30万人を想定して設計されており、年間10万人の入館を想定していた。閲覧室は旧館と比べて拡充され、電動書架を採用するなど設備の近代化が図られた。新館移転の際の蔵書数は約6万冊だった。開館時間は4月から9月が「9時-18時」であり、10月から翌年3月が「9時-17時」である。毎週木曜日は通常時と比べて閉館時間が1時間延長され、新聞記事は「時間にしばられている勤労者などに暖かい配慮がされている」と伝えている。
豊田市立図書館の設計は青島設計室である。空間を開放的に用いており、ゆったりとしたピロティや庭が特徴的である。一貫した主張を読み取ることができる建築が評価され、豊田市立図書館は1970年の第2回中部建築賞で入賞している。
開館直後の1970年3月10日には移動図書館車「ひまわり号」の運行を開始した。1973年（昭和48年）9月1日には移動図書館サービスを豊田加茂広域市町村圏移動図書室に移管し、12月1日には豊田加茂広域市町村圏移動図書館が運行を開始した。1974年（昭和49年）4月1日には視聴覚資料（カセットテープ）と紙芝居の貸出を開始した。
1974年度（昭和49年度）末時点の蔵書数は94,845冊であり、児童書が27.9%、一般書の文学分野が21.6%と、両者で約半数を占めていた。挙母文庫と内藤文庫を主体とする古書は計3,266冊であり、挙母藩内藤家関係文書などを加えると8,266冊の古文書があった。1970年度の貸出冊数は57,703冊、1974年度の貸出冊数は173,643冊であり、わずか4年間で3倍となっている。
1979年（昭和54年）10月20日には児童室を増築し、1981年（昭和56年）2月15日には書庫・会議室・事務室などを増改築した。1980年（昭和55年）10月6日には本館の図書館業務を電算化し、本館と高橋コミュニティセンター図書室をオンラインで結んだ。各コミュニティセンター図書室は順次本館とオンラインで結ばれている。『豊田の教育 1982』によると、成人向けの文化活動として、古典文学鑑賞講座（万葉集）を月1回、郷土を知る会を月1回、製本講座を月1回開催していた。
1990年（平成2年）4月1日には郵送貸出サービスを開始し、同時に祝日開館を開始した。1992年（平成4年）4月21日にはイギリスのオックスフォード大学ボドリアン図書館との間で国際交流宣言に調印し、1996年（平成8年）8月5日には図書資料借用契約に調印した。1995年（平成7年）7月1日には本館とコミュニティセンター図書室6室を物流で結び、どこでも返却することが可能になった。1998年（平成10年）4月1日から6月30日は通常開館したが、閉架資料の利用は停止した。7月1日から7月10日は休館、7月11日から8月31日は資料の貸出を停止し、一部資料の閲覧と閲覧席の提供のみを行った。9月1日には移転のために陣中町の豊田市図書館が閉館した。これ以後も分館・分室・移動図書館は通常通りの業務を行っている。

### 参合館時代（1998年 - ）

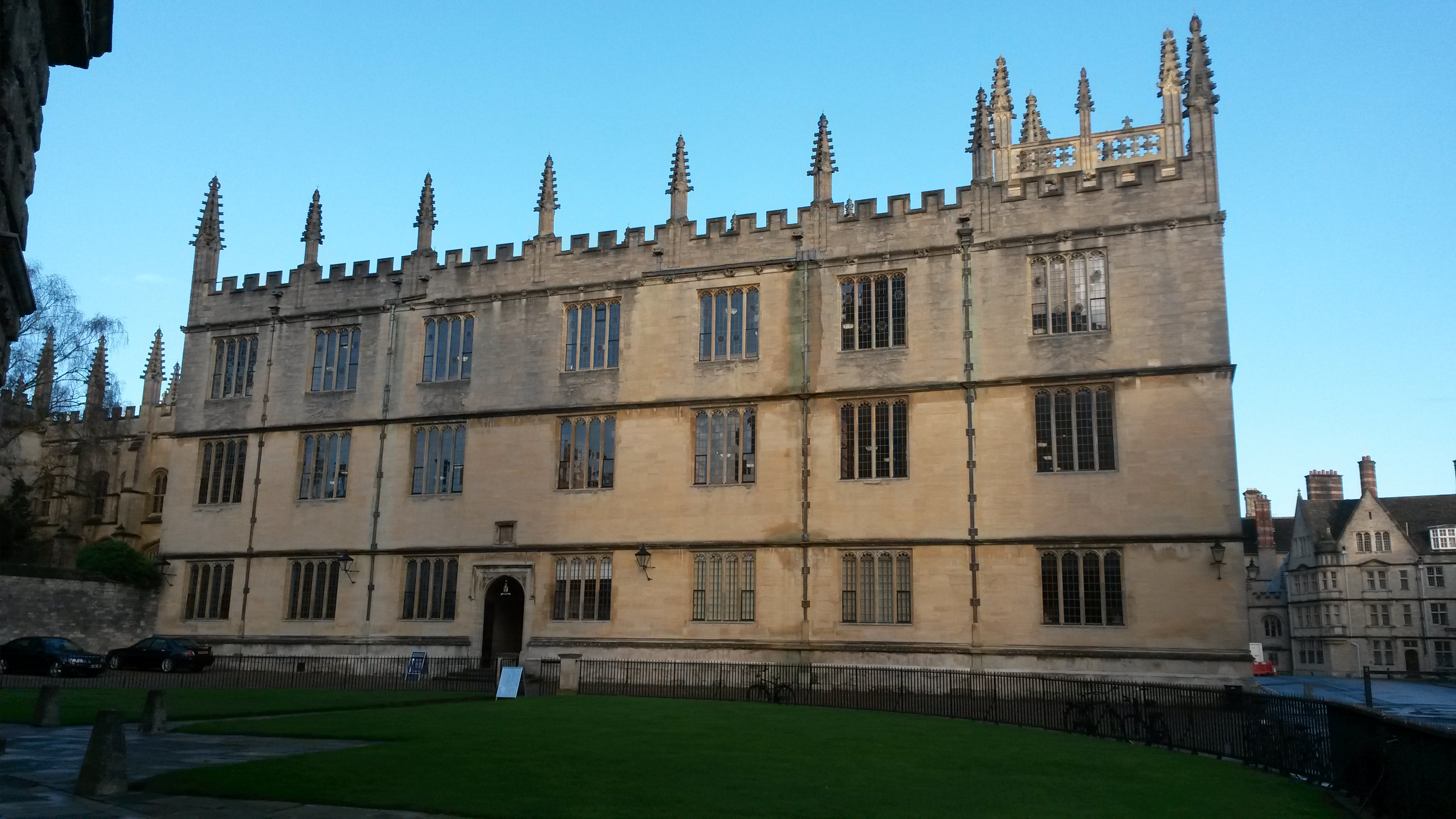
開館記念事業で関与したオックスフォード大学ボドリアン図書館

1985年（昭和60年）に豊田市立図書館が行った読書調査によると、豊田市民の公共図書館への依存率は他都市よりも低かった。1988年度（昭和63年度）の豊田市立図書館の蔵書数は約18万冊で貸出冊数は約29万冊、分室・分館の蔵書数は約20万冊で貸出冊数は約63万冊だった。豊田加茂広域市町村圏移動図書館の蔵書数は約10万冊であり、貸出冊数は豊田市域のみで約26万冊だった。1988年7月13日には豊田市中央図書館建設検討委員会が発足し、1989年（平成元年）9月21日には中央図書館建設基本計画書を教育委員会に答申した。1990年（平成2年）4月1日には豊田市図書館建設準備室が発足した。
1998年（平成10年）11月3日、参合館に豊田市中央図書館が開館した。開館記念事業として11月3日から12月13日には「オックスフォード大学ボドリアン図書館重宝展」を開催しており、ボドリアン図書館が所蔵する『マグナ・カルタ』、『徳川家康朱門状』、シーボルトの『日本動物誌』、三浦按針の航海日誌、西欧の世界地図に初めて印刷された日本地図などを展示した。同年には自動車に関する大型資料集『英国におけるモータリングの歴史 1895-1940年』をボドリアン図書館と共同出版している。開館時の蔵書数は約45万冊であり、旧館の24万冊から大幅に増加した。
1999年（平成11年）6月2日にはすべてのコミュニティセンター図書室・公民館図書室のネットワーク化が完了し、中央館および23のネットワーク館で、どこでも返却することが可能になった。同年9月に中央図書館が行ったアンケートでは、駅前型図書館ながら利用者の68%が自家用車で来館すると答えた。中央図書館開館から1年4か月後の2000年（平成12年）2月3日には、総入館者数が100万人を超えた。旧館の利用者数は1日平均約1,000人だったが、新館の利用者数は平日が1日平均約2,300人、休日が1日平均約3,700人と大幅に増加した。
2001年（平成13年）4月1日には平日の開館時間を通年で10時から19時に固定した。同年10月1日には3階とAVコーナーの窓口業務を外部委託しており、2002年（平成14年）4月1日には4階と児童コーナーと5階の窓口業務を外部委託している。2002年4月1日には公民館という名称を交流館という名称に変更した。2005年（平成17年）1月31日には7階の書庫に電動書架を増設し、蔵書能力が80万冊から130万冊に拡大した。この数は愛知県立図書館よりも多く、全国の市立図書館では千葉県の船橋市立図書館に次いで全国2位である。
2005年（平成17年）4月1日には藤岡町・足助町・稲武町・旭町・小原村・下山村の4町2村が豊田市に編入合併し、豊田市中央図書館と旧自治体にあった各図書室がオンラインで結ばれた。2006年（平成18年）3月1日には豊田市内の4大学図書館と図書館資料相互利用協定を締結し、2007年（平成19年）12月1日には豊田工業高等専門学校図書館とも相互利用協定を結んだ。2008年（平成20年）4月1日には豊田市こども図書室を中央館の分館とした。
2008年度の豊田市は当初予算で442億円の法人税収入があったが、リーマン・ショックの影響で2009年度には16億円に激減（96%減）し、図書購入費は2008年度の2億1000万円が2009年度には1億円に半減した。2008年度までは複本の購入基準を「予約5件につき1冊程度」としており、ベストセラーの人口1人あたり購入冊数は名古屋市図書館や岡崎市立図書館と比べて突出して多かったが、2009年度には購入基準を「予約10件につき1冊程度」に改め、市外在住者の購入リクエストを受け付けない方針に切り替えた。2012年（平成24年）4月1日には館内整理日の第4金曜日を開館とし、さらに6階の窓口業務を外部委託した。2016年度までの開館時間は、平日が10時から19時、休日が10時から18時だった。

#### 指定管理者導入後（2017年 - ）
2015年度時点で中央図書館の開館時間は各交流館よりも3-4時間短く、司書資格を有する図書館職員の比率は18%と、日本図書館協会が推奨する60%に比べて42ポイントも低かった。2016年（平成28年）2月には太田稔彦市長が2016年度の施政方針演説で「指定管理者制度の導入準備を開始する」と述べ、3月の豊田市議会で豊田市教育行政部長は中央図書館に指定管理者制度を導入する意向を明らかにした。2015年度時点の豊田市では豊田スタジアムや豊田市民文化会館など218施設で指定管理者制度を導入しており、同年度時点の愛知県では蒲郡市（蒲郡市立図書館）、大府市（おおぶ文化交流の杜図書館）、武豊町（武豊町立図書館）など少なくとも13自治体が図書館に指定管理者制度を導入していた。
一方で、指定管理者の導入を疑問視する市民が「豊田の図書館を考える市民の会」を結成し、4月9日には日本図書館協会元事務局長の松岡要をとよた市民活動センターに招き、指定管理者制度の是非を考える講演会を開催した。「豊田の図書館を考える市民の会」は同月に計画凍結を求める署名運動も行い、5月14日には豊田産業文化センターに図書館情報学者の田井郁久雄（広島女学院大学）を招いて指定管理者制度について解説する講演会を開催した。
豊田市議会で指定管理者制度を導入する条例案を審議するのに先立って、2016年（平成28年）8月には指定管理者の募集を行った。図書館友の会全国連絡会はこれを法令違反であるとし、豊田市議会議長に対して指定管理者制度を導入しないことを求める陳情書を送付した。
2016年12月の豊田市議会で図書館流通センター・ホーメックス共同企業体を指定管理者に選出し、2017年度（平成29年度）には予定通り指定管理者制度を導入した。年間契約額は約5億6400万円。2016年度（平成28年度）の職員数は、豊田市職員が19人、臨時市職員が50人、窓口委託要員が約30人で、全体では約100人だった。指定管理者導入後の2017年度の職員数は、共同企業体職員が72人、豊田市職員が8人で、全体では80人に削減された。8人の市職員は図書館管理課に配属されており、図書館全体の計画や方針の策定、選書や除籍の決定、関係団体との調整などを担当している。職員数は約100人から80人に減ったものの、司書数は2人から44人に大きく増加した。閉館時間が2016年度の19時（土日祝日は18時）から20時に延長された。
各階のカウンターには委託職員4-5人が配置されていたが、2017年度にはカウンターの担当を3-4人に減らし、各階のマネージャー1人が常に館内を巡回している。マネージャーはタブレットPC端末を用いて資料の案内を行い、イヤホン付きトランシーバを携帯して各種情報に即時対応している。各階にはコロ付布製ブックカート数台が置かれており、利用者の本の持ち運びを便利にしている。3階には箱型消毒器を置いている。2016年6月から電子タグのタグ付作業を行っており、2017年中に終了した。2018年1月19日に各階に数台ずつ設置された読み取り装置による自動貸出返却システムを導入し、カウンターの負担減の効果があったと想定される。

## 移動図書館

### 豊田市単独時代（1970年 - 1973年）
1954年（昭和29年）6月には貸出巡回文庫が開始された。陣中町に新館が開館した1970年（昭和45年）3月には移動図書館車「ひまわり号」の運行を開始し、1971年度には87か所のステーションを巡回して59,005冊を貸出した。

### 豊田加茂広域市町村圏移動図書館（1973年 - 2005年）

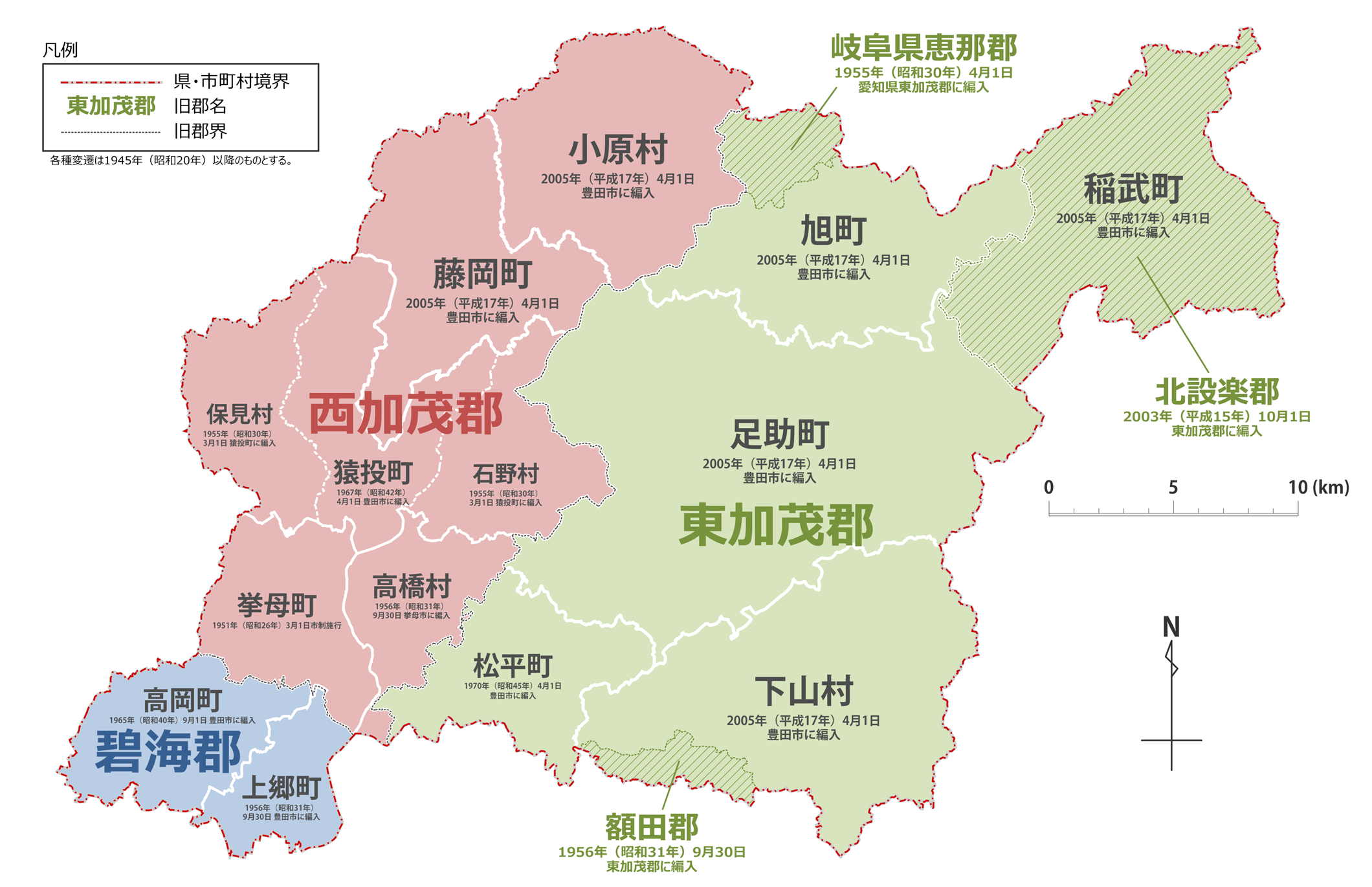
現豊田市域の旧自治体

豊田加茂広域市町村圏とは、豊田市、三好町、藤岡町、足助町、旭町、小原村、下山村の1市4町2村（最終的には稲武町も含めた1市5町2村）からなっていた広域市町村圏である。1973年（昭和48年）12月、豊田加茂広域市町村圏事務処理組合の共同処理事務の一つとして移動図書館の運行が開始された。圏域住民から強い要望があったほか、圏域内の地域格差を是正するという組合の設立趣旨にもかなっていることから、すでに運行していた豊田市立図書館の移動図書館サービスを拡張する形で共同処理事務に組み入れたのである。貸出冊数は1979年度の400,939冊がピークだった、これは豊田市内に分館や分室が整備されて利用者が移動図書館から移行した結果であり、また1977年（昭和52年）に三好町に三好町立中央図書館が開館したためでもある。
| 豊田加茂広域市町村圏移動図書館の貸出数 | 豊田加茂広域市町村圏移動図書館の貸出数 | 豊田加茂広域市町村圏移動図書館の貸出数 | 豊田加茂広域市町村圏移動図書館の貸出数 | 豊田加茂広域市町村圏移動図書館の貸出数 |
| -------------------------------------- | -------------------------------------- | -------------------------------------- | -------------------------------------- | -------------------------------------- |
| 年度                                   |                                        |                                        |                                        | 冊                                     |
| 1973:156所                             | 1973:156所                             |                                        | 43,930                                 | 43,930                                 |
| 1975:214所                             | 1975:214所                             |                                        | 281,017                                | 281,017                                |
| 1980:191所                             | 1980:191所                             |                                        | 374,501                                | 374,501                                |
| 1985:203所                             | 1985:203所                             |                                        | 355,378                                | 355,378                                |
| 1990:195所                             | 1990:195所                             |                                        | 260,336                                | 260,336                                |
| 1995:183所                             | 1995:183所                             |                                        | 193,641                                | 193,641                                |
| 2000:176所                             | 2000:176所                             |                                        | 162,274                                | 162,274                                |
| 2004:72所                              | 2004:72所                              |                                        | 63,420                                 | 63,420                                 |

1993年には運行開始から20周年を迎えたが、1993年時点で広域市町村圏を対象とする移動図書館サービスを実施していたのは、全国を見渡しても豊田加茂広域市町村圏移動図書館と静岡県の島田・榛原地区広域市町村圏組合移動図書館の2圏域しかなかった。2005年（平成17年）4月1日に藤岡町・足助町・稲武町・旭町・小原村・下山村の4町2村が豊田市に編入合併し、豊田市中央図書館と旧自治体にあった各図書室がオンラインで結ばれると、豊田加茂広域市町村圏移動図書館の事業は2005年度末で廃止となった。
移動図書館の中央館（拠点館）は豊田市立図書館とし、運営管理経費は均等割20%、人口割80%の分担金で賄われた。豊田市以外の自治体の公民館図書室を分館扱いにし、常時1,000-2,000冊を配本し、さらに移動図書館車がステーションを巡回して貸出を行った。分館とステーションにおける業務は各自治体の職員が担当し、それ以外の業務はすべて豊田市立図書館の職員が担当していた。

## 各館

### 中央図書館

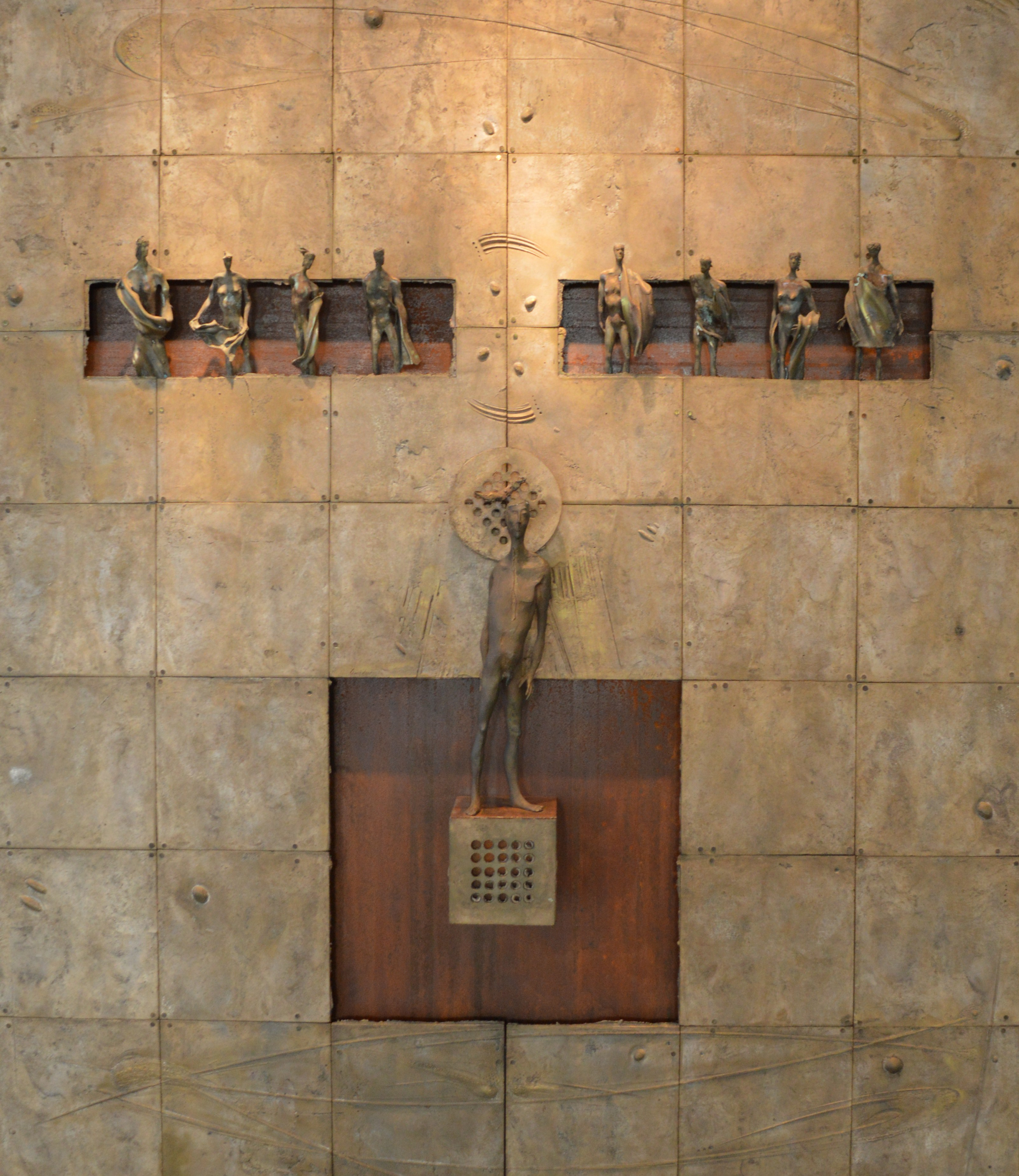
ボナノッテの彫刻『文化の種 ミューズ達』

豊田市中央図書館がある参合館は名鉄豊田市駅から徒歩3分の場所にあり、立地条件は豊田市駅から徒歩15分の旧館（豊田市立図書館）時代から大幅に向上した。参合館の3階から7階までの5階層が図書館に充てられており、図書館専用のエレベーターとエスカレーターを設置することで、全フロアに段差がないフルフラット構造となっている。建築家の木野修造によると、1999年（平成11年）時点でエスカレーターを有する日本の図書館はほとんど例がなかったという。利用者用のエレベーターとは別に、図書館業務用のエレベーターも設置されている。
各階には男女別障害者用トイレが設置されている。館外から館内の要所には視覚障害者誘導用ブロックが設置されている。閲覧席には2台の拡大読書器が設置されている。予約制の対面朗読サービスを行っている。3階には障害者サービスコーナーが設置されている。書架の間隔は160cm以上設けられており、車いすの利用者が設架していても他の利用者が背後を通ることができる。
図書館の入口にはイタリアの彫刻家チェッコ・ボナノッテの『文化の種 ミューズ達』がある。開架フロアの外周は書架ではなく窓となっており、開放的な雰囲気を出している。新聞は綴じられた形ではなく配達された形で書架に収まっており、読みやすさやコピーのしやすさに寄与している。
2015年（平成27年）末時点で閲覧席は608席あり、館内蔵書検索機端末(OPAC)は18台ある。4層に分かれた広いフロアには、計6つのカウンターが設置されている。2015年度末時点の中央図書館の蔵書数は約114万冊であり、うち開架は約47万冊である。蔵書能力は155万冊であり、愛知県図書館に匹敵する。

### 分館

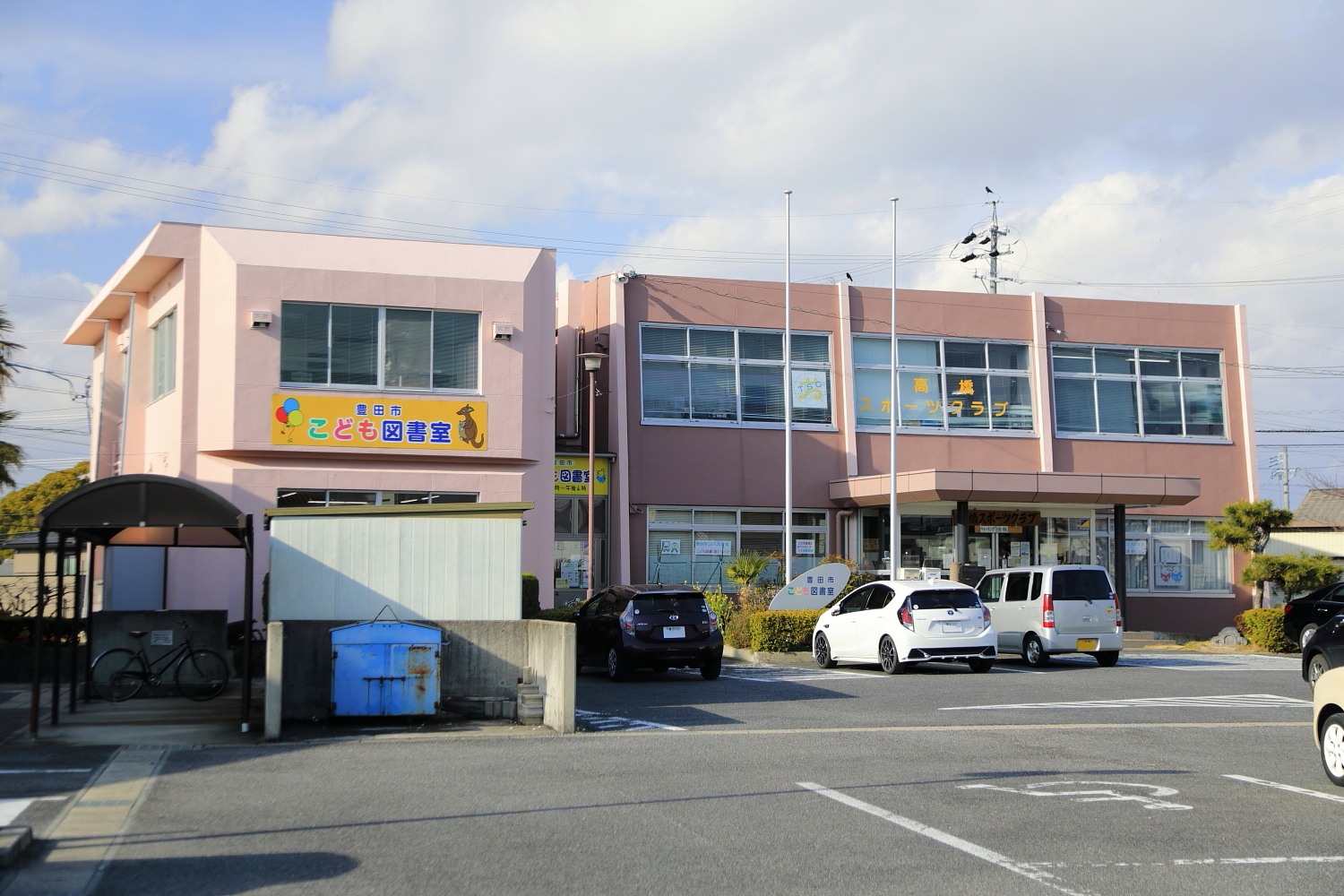
豊田市こども図書室

アピタ豊田店の6階にあった児童向けの私設図書館「こども図書館」が1993年（平成5年）に閉館すると、市民グループがこども図書館の蔵書を残そうと運動を行った。豊田市はアピタ豊田店から図書や書架の寄贈を受け、1995年（平成7年）3月には高橋地区の旧高橋公民館に、市民ボランティア「こども図書室ボランティア」が運営するこども図書室が開館した。豊田市はこども図書室に対して年間300-400万円の資金援助を行っていたが。2005年（平成17年）夏以降には豊田市中央図書館と「こども図書室ボランティア」の間で支援のあり方をめぐる協議が行われ、2007年（平成19年）12月には豊田市中央図書館条例でこども図書室を「図書館」に位置付けた。
2012年度（平成24年度）の利用者数は約13,900人、2014年度（平成26年度）は17,700人だった。2015年（平成27年）3月26日には開館20周年記念式典が開催された。同時期の蔵書数は約24,000冊。こども図書室の休館日は月曜日と火曜日である。

### ネットワーク館
1973年（昭和48年）には高橋公民館図書室・猿投公民館図書室・松平公民館図書室が、1974年（昭和49年）には豊南公民館図書室が、1975年（昭和50年）には高岡公民館図書室・上郷公民館図書室・加納公民館図書室が開館した。その後公民館は交流館と名前を変え、より規模の大きなコミュニティセンターも建設された。2017年現在では31館のネットワーク館がある。
ネットワーク館では自由に資料の利用ができ、中央館と同じ基準で館外貸出が可能である。中央館とネットワーク館全てをネットワーク化しているため、館外貸出した資料をどの館で返却することもできる。中央館ではできるがネットワーク館ではできないこととして、図書の予約やリクエスト、レファレンスサービス、図書館間相互貸借、複写サービス、4大学・1高専との相互利用などがある。

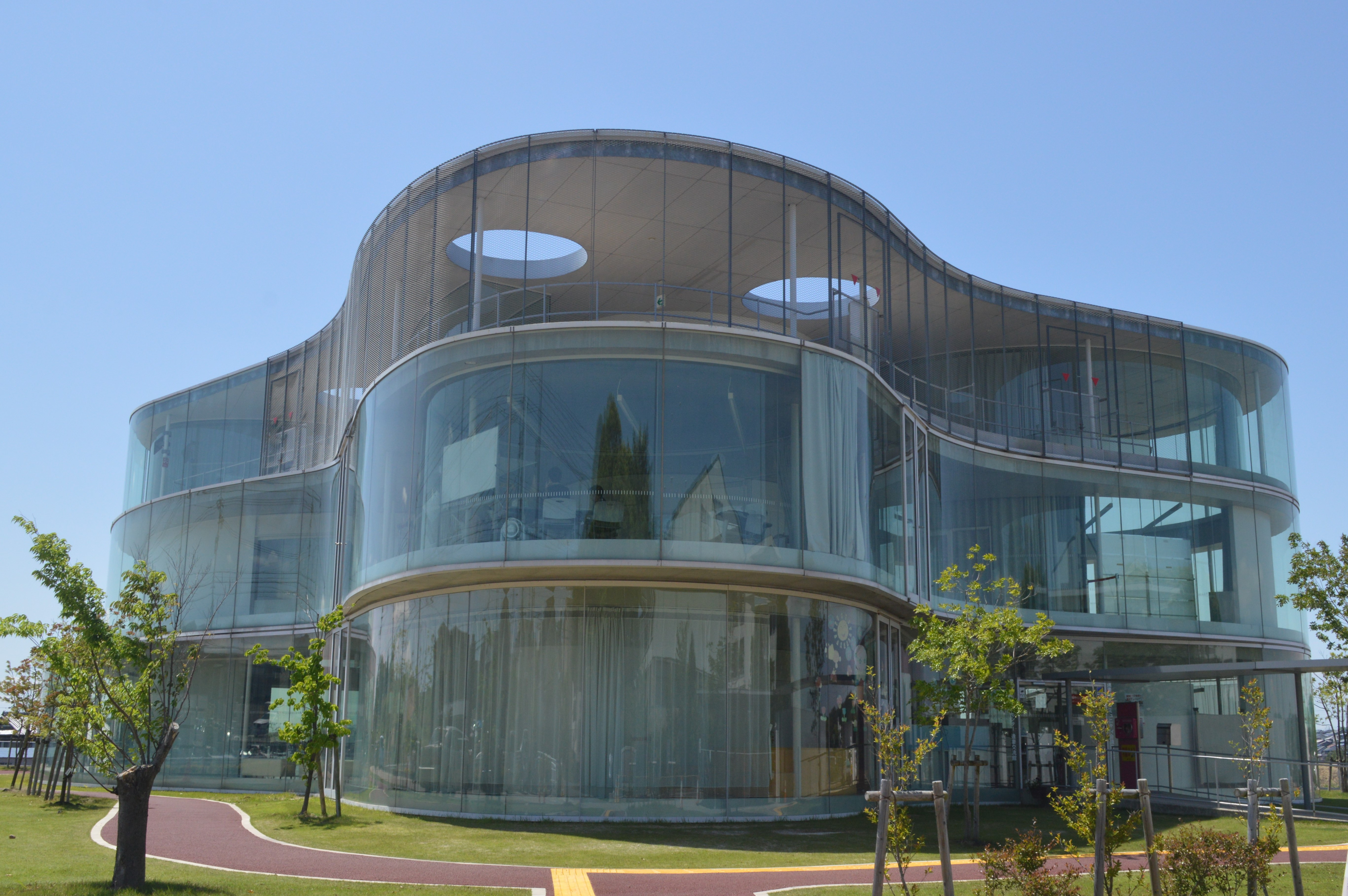
逢妻交流館
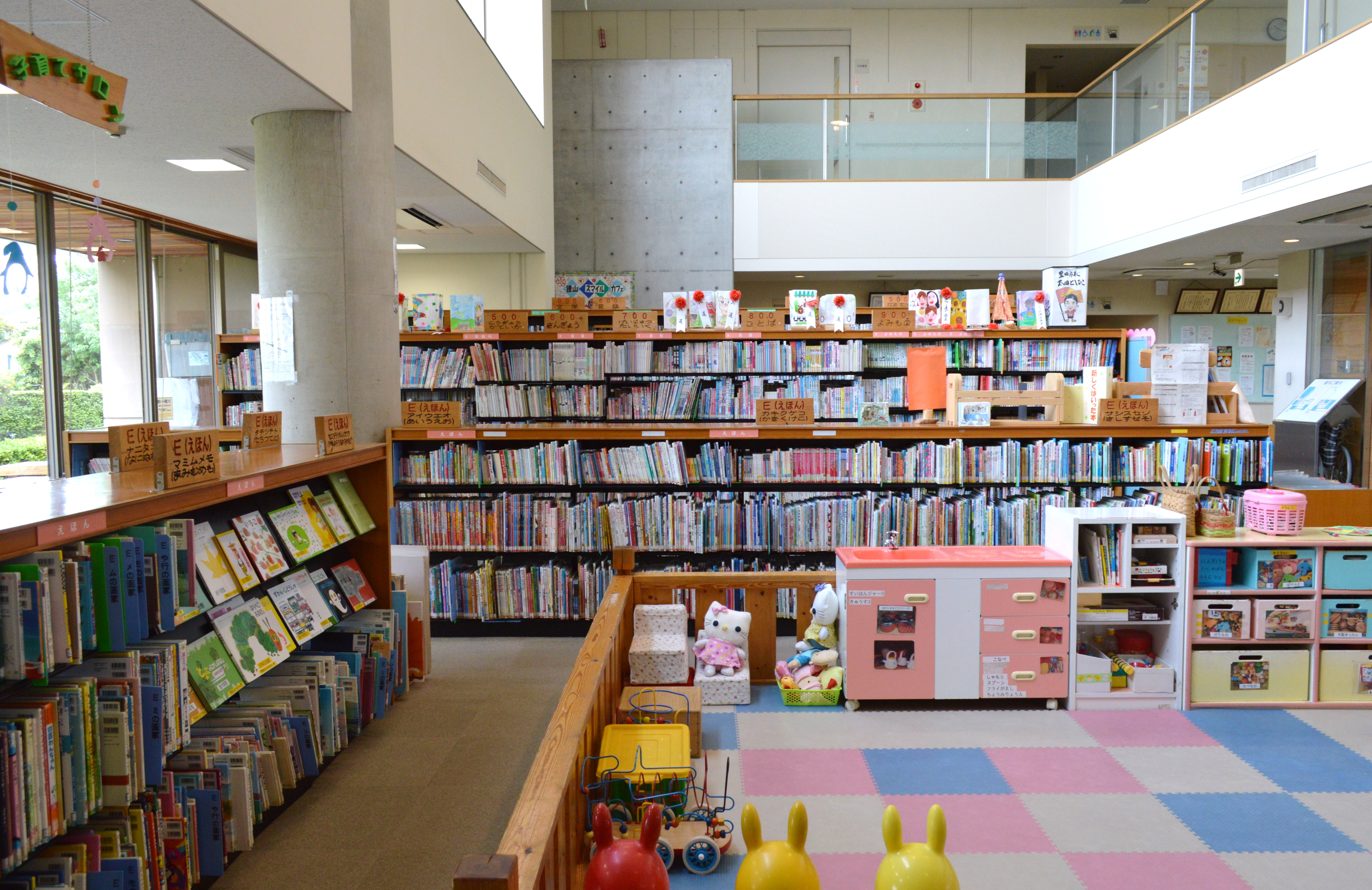
若林交流館図書室
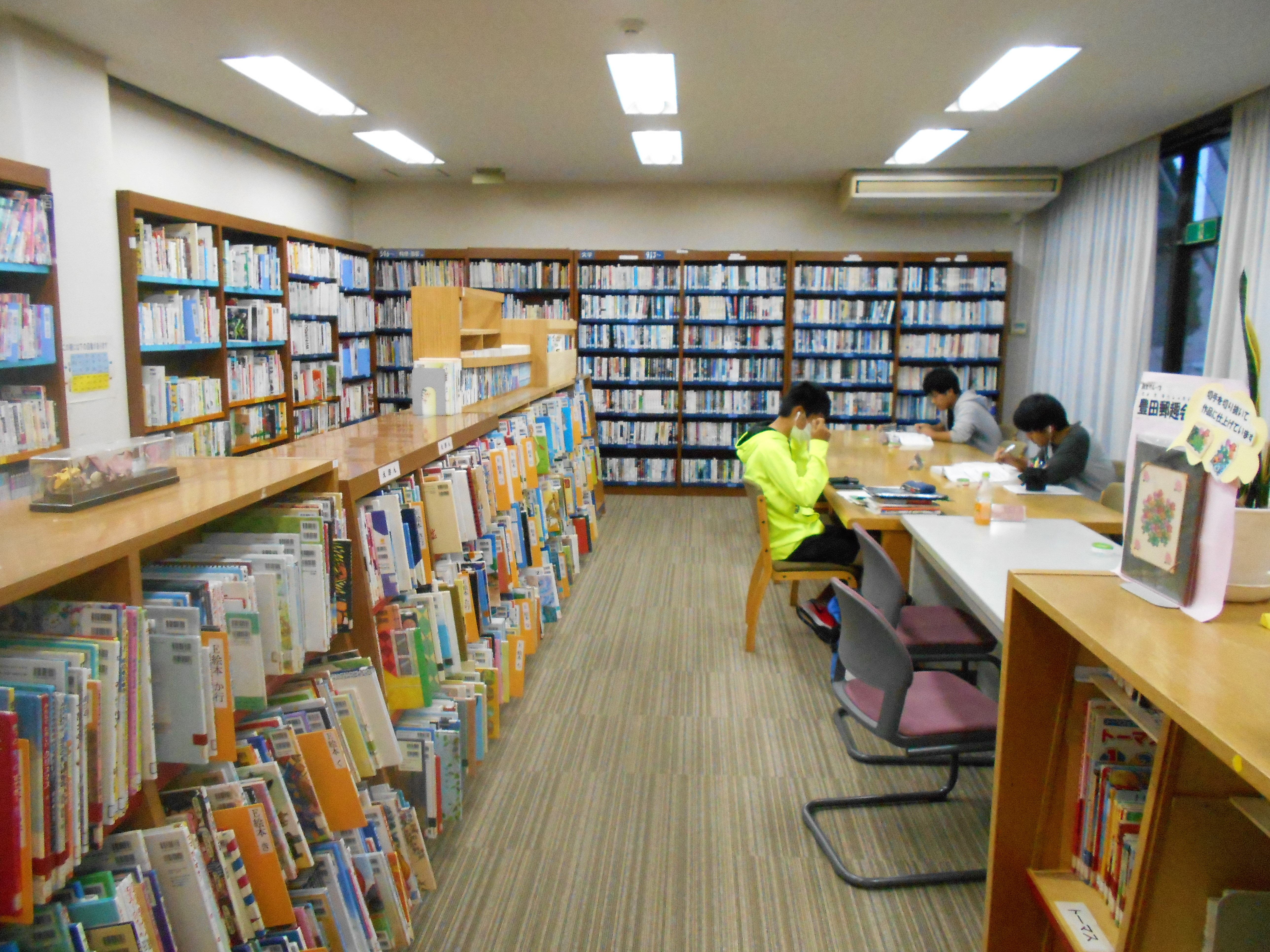
梅坪台交流館図書室
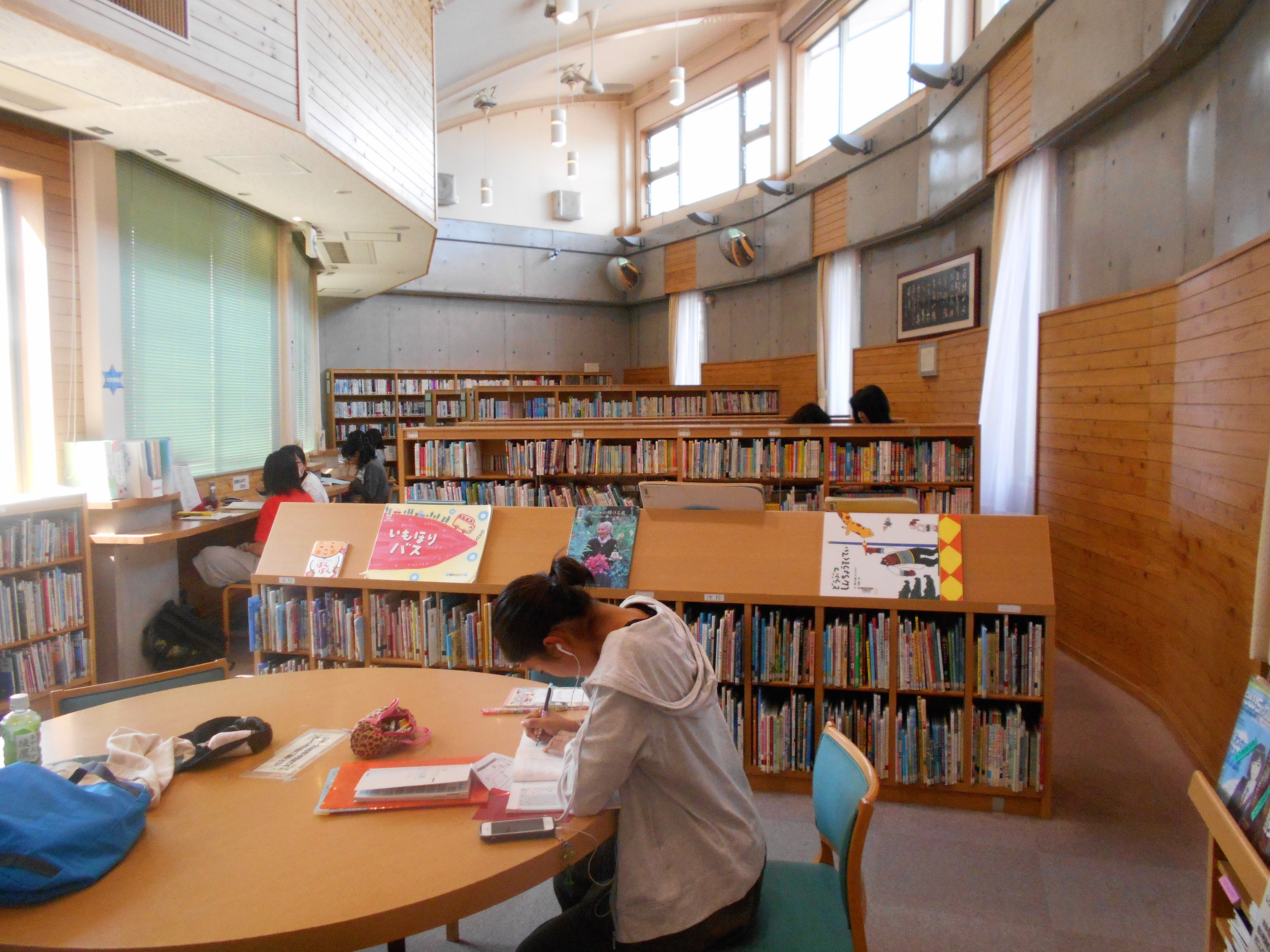
保見交流館図書室
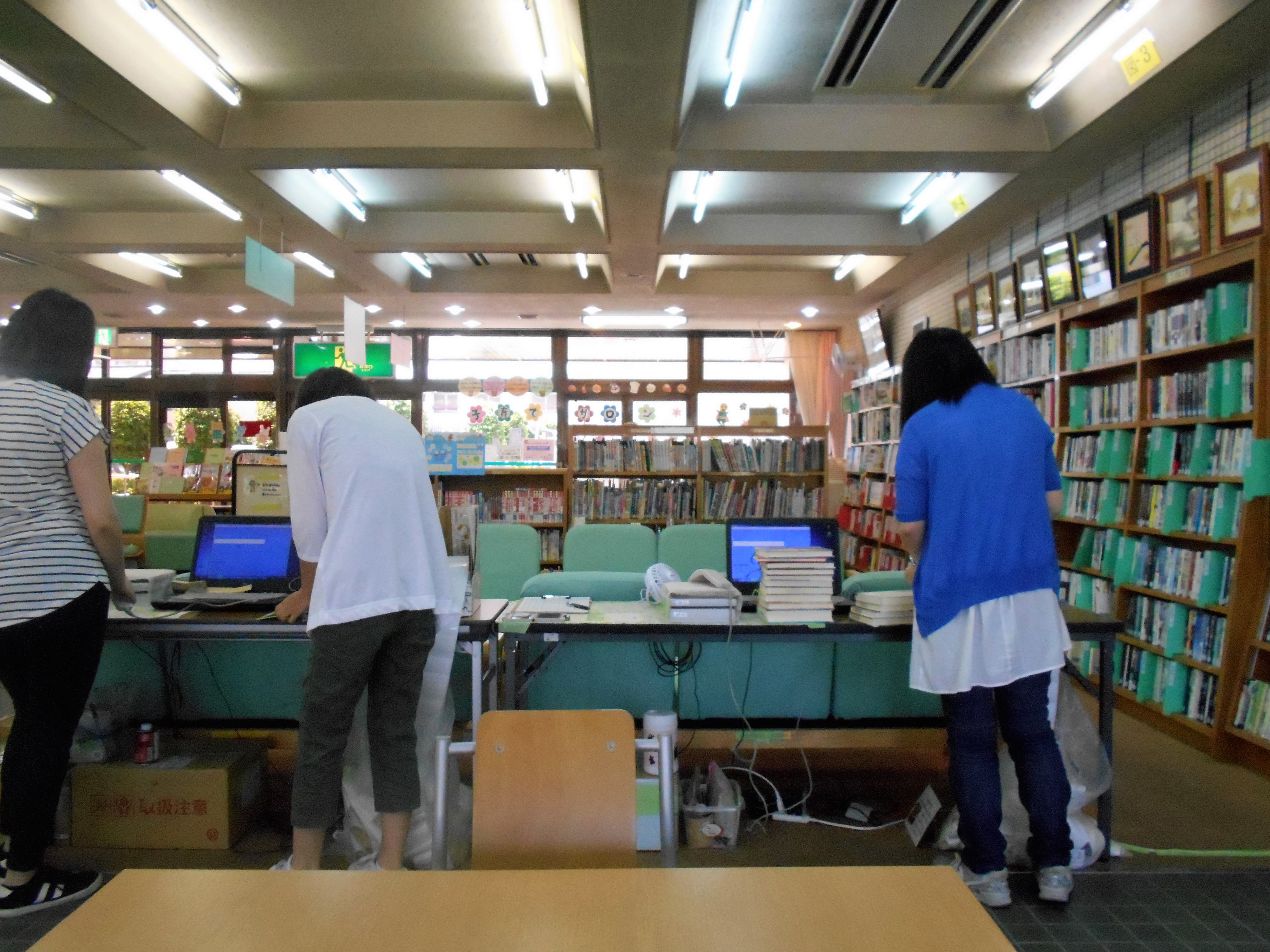
崇化館交流館図書室
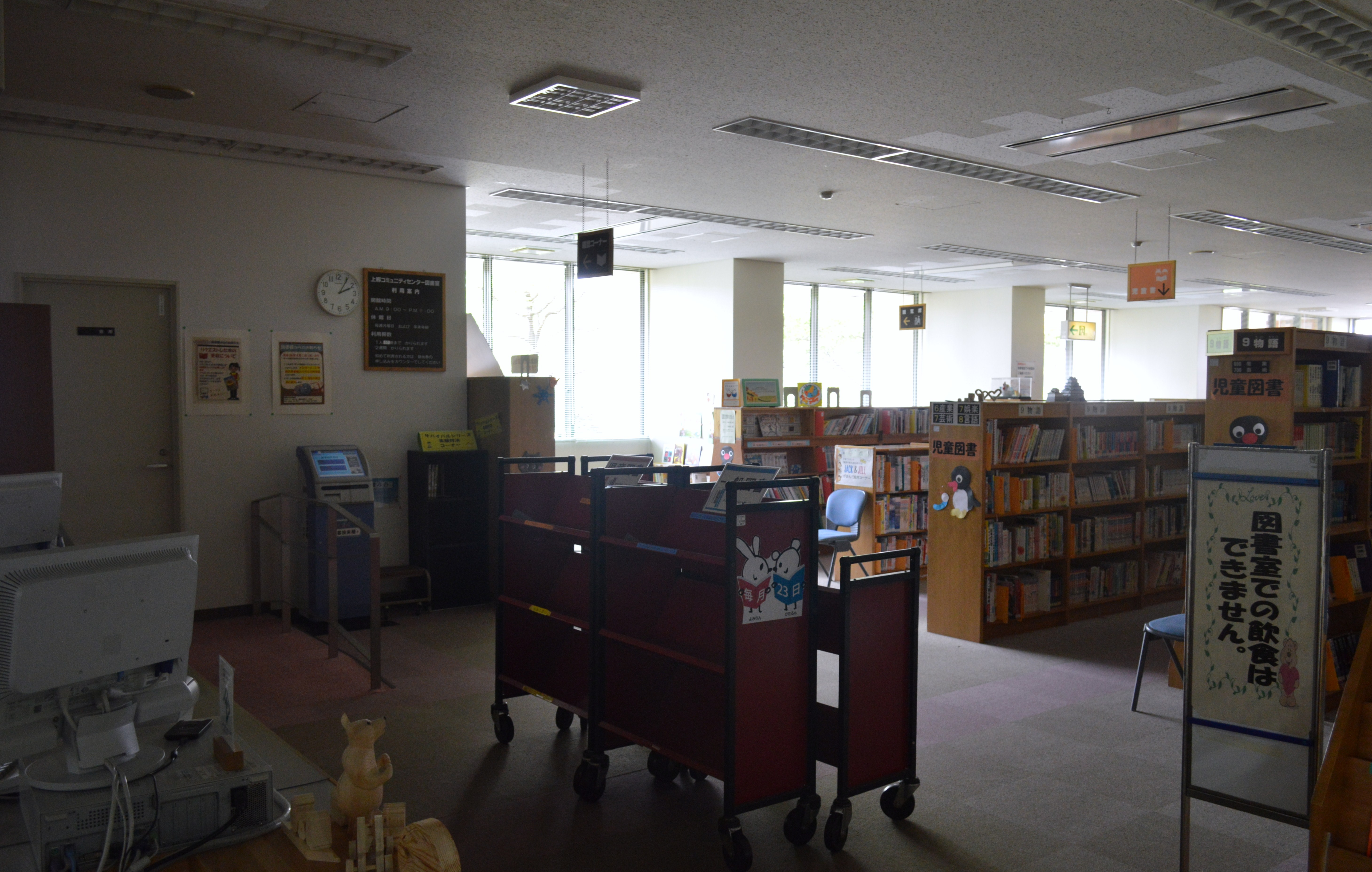
上郷交流館図書室

### 図書館等施設の一覧
豊田市における図書館サービスは、中央館である豊田市中央図書館、分館である豊田市こども図書室、コミュニティセンターと交流館（地区公民館）に分けられる計31のネットワーク館で構成されている。
| 分類                        | 名称                           | 所在地                                | 開館日                                                    | 延床面積 | 蔵書数      |
| --------------------------- | ------------------------------ | ------------------------------------- | --------------------------------------------------------- | -------- | ----------- |
| 本館                        | 豊田市中央図書館               | 西町1丁目200番地                      | 1998年11月3日                                             | 12,500m2 | 1,143,658冊 |
| 分館                        | こども図書室                   | 高橋町3丁目100                        | 1995年3月                                                 |          | 24,043冊    |
| コミュニティセンター 図書室 | 西部コミュニティセンター図書室 | 本新町7丁目50番地3（挙母地区）        | 1997年5月1日                                              | 162m2    | 29,235冊    |
| コミュニティセンター 図書室 | 高岡コミュニティセンター図書室 | 高岡町長根51番地（高岡地区）          | 1975年7月1日 1992年4月21日（移転）                        | 298m2    | 56,835冊    |
| コミュニティセンター 図書室 | 高橋コミュニティセンター図書室 | 東山町2丁目1番地1（高橋地区）         | 1985年10月6日                                             | 291m2    | 50,814冊    |
| 交流館図書室                | 逢妻交流館図書室               | 本新町7丁目50番地3（挙母地区）        | 1980年4月20日 2010年3月2日（移転）                        | 86m2     | 11,548冊    |
| 交流館図書室                | 旭交流館図書室                 | 高岡町長根51番地（高岡地区）          | 2005年4月1日                                              | 68m2     | 12,515冊    |
| 交流館図書室                | 朝日丘交流館図書室             | 東山町2丁目1番地1（高橋地区）         | 1978年4月1日 2005年11月6日（移転）                        | 65m2     | 9,769冊     |
| 交流館図書室                | 足助交流館図書室               | 足助町蔵ノ前16番地（足助地区）        | 2005年4月1日                                              | 179m2    | 17,273冊    |
| 交流館図書室                | 井郷交流館図書室               | 四郷町東畑70番地1（猿投地区）         | 1973年10月1日 1982年4月1日（移転） 1994年4月10日（移転）  | 278m2    | 43,957冊    |
| 交流館図書室                | 石野交流館図書室               | 力石町深田57番地2（石野地区）         | 1977年6月1日 1997年3月4日（移転）                         | 64m2     | 9,066冊     |
| 交流館図書室                | 稲武交流館図書室               | 稲武町竹ノ下1番地1（稲武地区）        | 2010年4月1日                                              | 121m2    | 18,230冊    |
| 交流館図書室                | 梅坪台交流館図書室             | 梅坪町1丁目15番地（挙母地区）         | 1983年4月9日                                              | 29m2     | 10,815冊    |
| 交流館図書室                | 小原交流館図書室               | 永太郎町落681番地1（小原地区）        | 2005年4月1日                                              | 97m2     | 17,072冊    |
| 交流館図書室                | 上郷交流館図書室               | 上郷町5丁目1番地1（上郷地区）         | 1975年7月1日 1988年10月18日（移転）                       | 256m2    | 44,977冊    |
| 交流館図書室                | 猿投北交流館図書室             | 加納町西股67番地（猿投地区）          | 1976年4月1日 1993年9月11日（移転）                        | 53m2     | 10,386冊    |
| 交流館図書室                | 猿投台交流館図書室             | 青木町2丁目56番地26（猿投地区）       | 1990年12月1日                                             | 35m2     | 10,046冊    |
| 交流館図書室                | 下山交流館図書室               | 大沼町越田和37番地1（下山地区）       | 2005年4月1日                                              | 144m2    | 19,668冊    |
| 交流館図書室                | 浄水交流館図書室               | 大清水町大清水12番地1（保見地区）     | 2016年4月1日                                              | 43m2     | 7,118冊     |
| 交流館図書室                | 末野原交流館図書室             | 豊栄町11丁目36番地1（上郷地区）       | 1990年6月23日                                             | 70m2     | 18,896冊    |
| 交流館図書室                | 崇化館交流館図書室             | 昭和町2丁目46番地（挙母地区）         | 1985年7月20日                                             | 58m2     | 10,690冊    |
| 交流館図書室                | 高橋交流館図書室               | 高橋町3丁目100番地1（高橋地区）       | 1973年6月1日 1993年11月7日（移転）                        | 70m2     | 15,114冊    |
| 交流館図書室                | 藤岡交流館図書室               | 藤岡飯野町仲ノ下1040番地1（藤岡地区） | 2005年4月1日                                              | 42m2     | 11,516冊    |
| 交流館図書室                | 藤岡南交流館図書室             | 西中山町後田96番地1（藤岡地区）       | 2011年4月1日                                              | 47m2     | 8,305冊     |
| 交流館図書室                | 豊南交流館図書室               | 水源町1丁目11番地（挙母地区）         | 1974年4月1日 1995年3月26日（移転）                        | 152m2    | 22,291冊    |
| 交流館図書室                | 保見交流館図書室               | 保見町四反田121番地1（保見地区）      | 1982年8月1日 1984年3月20日（移転） 2007年11月13日（移転） | 92m2     | 18,314冊    |
| 交流館図書室                | 前林交流館図書室               | 前林町行田29番地（高岡地区）          | 1984年4月15日 2016年4月1日（移転）                        | 79m2     | 9,656冊     |
| 交流館図書室                | 益富交流館図書室               | 志賀町稔台30番地（高橋地区）          | 1987年5月3日                                              | 44m2     | 12,829冊    |
| 交流館図書室                | 松平交流館図書室               | 九久平町寺前16番地（松平地区）        | 1973年10月1日 1986年4月1日（移転）                        | 101m2    | 17,543冊    |
| 交流館図書室                | 美里交流館図書室               | 美里4丁目9番地6（高橋地区）           | 1980年4月13日 2005年10月30日（移転）                      | 68m2     | 15,036冊    |
| 交流館図書室                | 竜神交流館図書室               | 竜神町新生115番地2（高岡地区）        | 1979年3月28日 2002年2月26日（移転）                       | 167m2    | 21,813冊    |
| 交流館図書室                | 若園交流館図書室               | 花園町脇ノ田8番地（高岡地区）         | 1981年4月6日                                              | 43m2     | 10,463冊    |
| 交流館図書室                | 若林交流館図書室               | 若林東町沖田124番地（高岡地区）       | 1999年7月1日                                              | 118m2    | 16,425冊    |

## 蔵書
| 豊田市の図書館の蔵書数（2015年度末） | 豊田市の図書館の蔵書数（2015年度末） | 豊田市の図書館の蔵書数（2015年度末） |
| ------------------------------------ | ------------------------------------ | ------------------------------------ |
| 総蔵書数 1,755,916冊                 | 中央館 1,143,658冊                   | 一般書 917,069冊                     |
| 総蔵書数 1,755,916冊                 | 中央館 1,143,658冊                   | 児童書 186,601冊                     |
| 総蔵書数 1,755,916冊                 | 中央館 1,143,658冊                   | 視聴覚資料 27,775点                  |
| 総蔵書数 1,755,916冊                 | 中央館 1,143,658冊                   | 点字資料等 12,213点                  |
| 総蔵書数 1,755,916冊                 | ネットワーク館 588,215冊             | 一般書 286,514冊                     |
| 総蔵書数 1,755,916冊                 | ネットワーク館 588,215冊             | 児童書 301,701冊                     |
| 総蔵書数 1,755,916冊                 | こども図書室 24,043冊                |                                      |

| 豊田市中央図書館の蔵書数 | 豊田市中央図書館の蔵書数 | 豊田市中央図書館の蔵書数 | 豊田市中央図書館の蔵書数 | 豊田市中央図書館の蔵書数 |
| ------------------------ | ------------------------ | ------------------------ | ------------------------ | ------------------------ |
| 年度                     |                          |                          |                          | 冊                       |
| 1955                     | 1955                     |                          | 6,001                    | 6,001                    |
| 1960                     | 1960                     |                          | 14,219                   | 14,219                   |
| 1970                     | 1970                     |                          | 49,558                   | 49,558                   |
| 1980                     | 1980                     |                          | 189,843                  | 189,843                  |
| 1990                     | 1990                     |                          | 413,228                  | 413,228                  |
| 2000                     | 2000                     |                          | 1,016,035                | 1,016,035                |
| 2010                     | 2010                     |                          | 1,616,287                | 1,616,287                |
| 2015                     | 2015                     |                          | 1,731,873                | 1,731,873                |

2015年度末時点の蔵書数は、中央館が約114万冊、各ネットワーク館の合計が約59万冊、こども図書室が約24,000冊であり、計1,755,916冊だった。2015年度の貸出冊数は3,456,937冊であり、2015年度末の豊田市の人口は422,947人だったため、1人あたり貸出冊数は8.17冊だった。2015年度の中央館の貸出冊数は1,592,317冊、ネットワーク館の貸出冊数は1,822,887冊であり、ネットワーク館の貸出冊数が中央館の貸出冊数を上回っている。2015年度時点の蔵書数は全国の中核市45市の中で最多である。

### 自動車資料

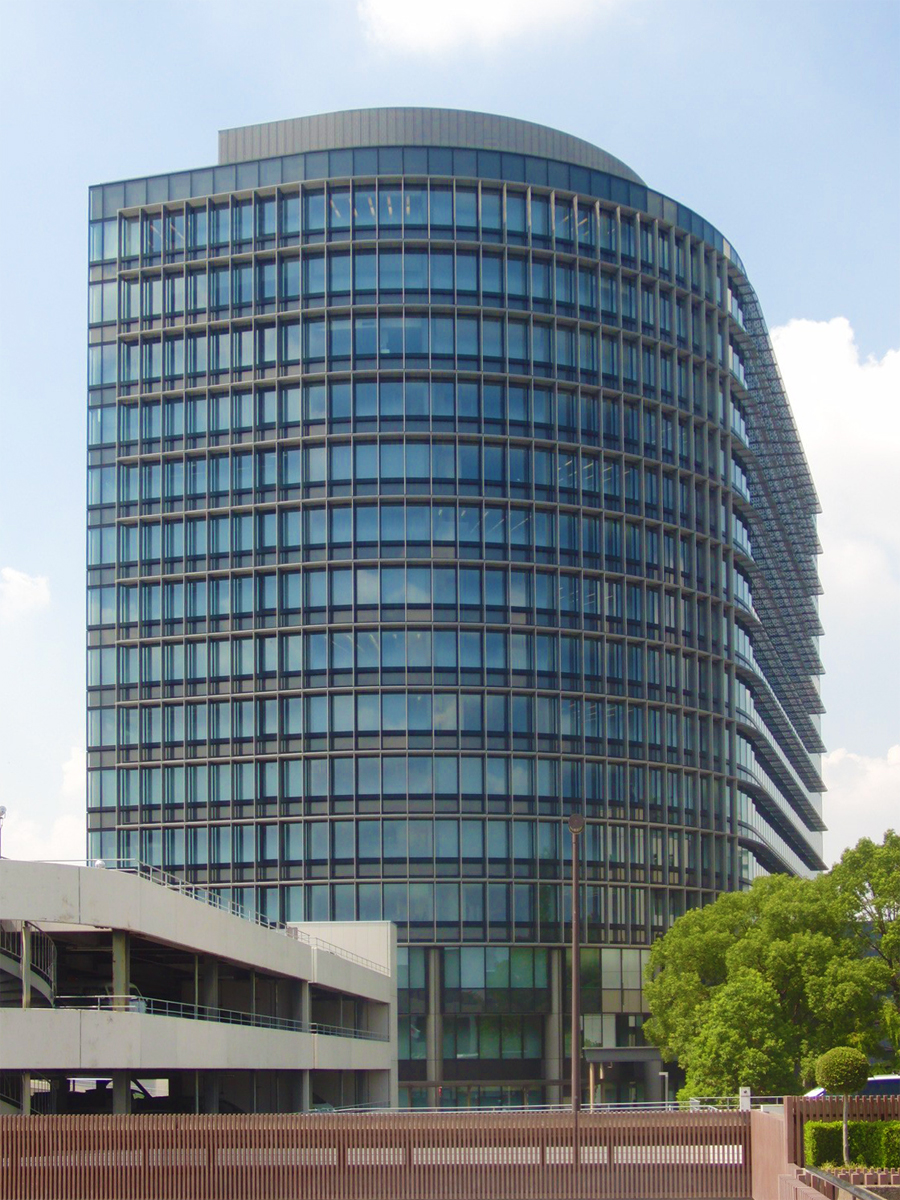
豊田市に本社を置くトヨタ自動車

豊田市は自動車産業とともに発展してきた街であり、トヨタ自動車が本社を置いているほか、関連企業が多数存在する。1995年（平成7年）時点では豊田市の全就業者の32%を自動車製造業が占めており、専門資料として自動車資料の収集を行っている。自動車資料コーナーは1998年（平成10年）に豊田市中央図書館が開館した際に新設したコーナーである。7年前の1991年（平成3年）に本格的に収集を開始し、新館開館に向けた臨時資料費が予算措置化されている間に基本的文献の収集を進めた。愛知県内にはすでに自動車資料を有する機関としてトヨタ博物館やトヨタ産業技術記念館などが存在していたが、事前に収集対象がさほど重複しないことを確認しており、開館後にはこれらの機関とレフェラルサービスなどで連携を図っている。2012年時点で公共図書館としては日本最大の自動車資料を有する。

#### 自動車資料コレクションの特徴
自動車会社の社史、自動車工学の専門書や修理書、国内外の自動車の紹介本、モータースポーツ関連の専門書、自動車関連の趣味本など、幅広く自動車関連の図書や雑誌を収集している。これらの自動車資料の中には個人や団体から寄贈された資料も多く、非売品や古書なども多い。2015年度末時点で、自動車資料の図書と雑誌は約59,000冊、カタログは約11,000冊、雑誌は約200誌を所蔵している。
企業文献、社史、広報誌、整備書、新型車解説書、環境報告書、販売カタログなどの灰色文献も収集しているが、これらは主に自動車関係企業や業界団体などに寄贈を依頼している。2001年時点では寄贈資料が年間受入冊数の40%以上を占めていた。自動車工学の専門家をアドバイザーとして招き、自動車資料コーナーの運営方針について定期的に助言を受けている。また、資料の調達は自動車資料の知識を有する書店に依頼している。2000年（平成12年）には中央図書館の開館2周年を機に、書名・著者名・出版社名などからの検索に加えて「伝記」「産業」「モータースポーツ」などの独自分類からの検索を可能とした。
イギリスの雑誌では『オートカー』は1895年11月の創刊号から全巻を所蔵、『モーター』も1902年2月の創刊号から1988年9月の休刊前最新号まで全巻を所蔵、日本の雑誌では現存最古の『モーターマガジン』を1955年8月の創刊号から全巻を所蔵、『カーグラフィック』を1962年4月の創刊号から全巻を所蔵するなど、自動車関係雑誌の収集には力を入れている。

### 郷土資料・自治体史
豊田市を中心とする愛知県の資料を積極的に収集している。2015年時点で郷土資料の図書は約55,000冊である。美術工芸家の藤井達吉から美術関係書の寄贈を受け、約700冊の「藤井達吉文庫」がある。
挙母藩の藩校である崇化館に伝わる江戸時代の古版本・古写本約3,000点を集めた衣文庫がある。文学博士の簗瀬一雄から寄贈を受けた国文学関連書の「簗瀬文庫」がある。
豊田市には愛知県外出身者が多いことから、豊田市中央図書館は自治体史を積極的に収集している。北海道から沖縄県まで約2,000自治体の歴史・地誌研究資料約8,200冊を所蔵している。

### 本多兄弟文庫
豊田市域出身の実業家であり陶磁器・民芸品収集家でもあった本多静雄、静雄の弟で文芸評論家の本多秋五から寄贈された図書や雑誌を展示する「本多兄弟文庫」（展示室）がある。静雄の関連資料が約11,700点、秋五の関連資料が約68,800点である。

## 利用

### 貸出

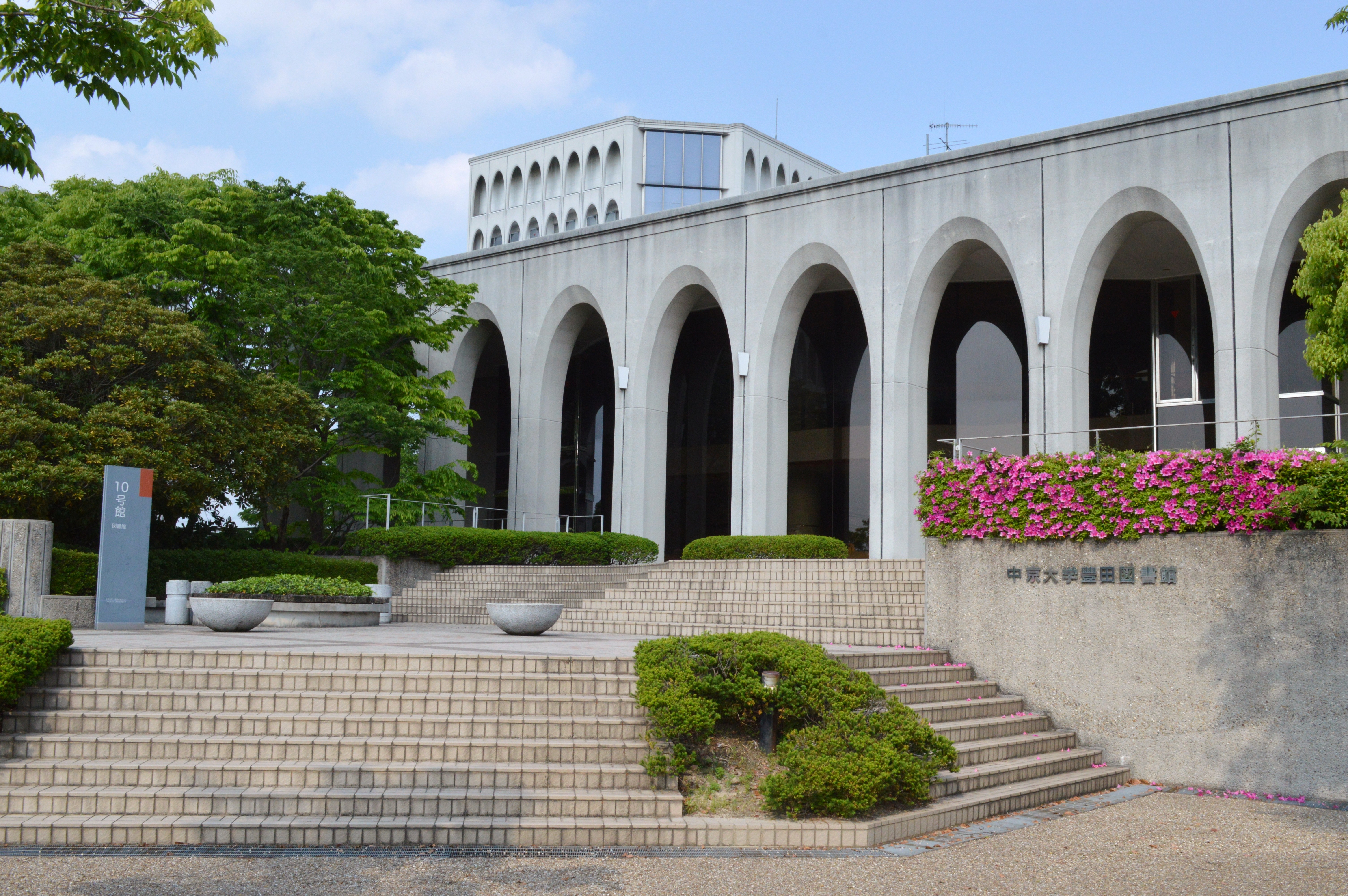
中京大学豊田図書館

1998年（平成10年）の豊田市中央図書館の開館以前の貸出可能者は、豊田市在住・在勤・在学者、西加茂郡・東加茂郡（豊田加茂広域圏）在住者、瀬戸市在住者だった。1998年に豊田市中央図書館が開館すると、広域貸出の対象が西三河地方全域の在住者、尾張地方の日進市と長久手町在住者にも拡大された。2001年（平成13年）1月5日には北設楽郡稲武町在住者が貸出対象となり、2002年（平成14年）1月5日には愛知郡東郷町在住者が貸出対象となった。
2012年（平成24年）4月1日には館外貸出対象者を愛知県在住者に拡大した。2016年の時点では、愛知県在住者または豊田市在勤・在学者が館外貸出を行うことができる。貸出点数は図書が15冊まで、紙芝居が5組まで、カセット・CDが5点までである。貸出期間は2週間である。
2008年度の貸出冊数は約221万冊だったが、2014年度には6年前の27%減の162万冊にまで落ち込んだ。

### 相互利用
豊田市内にある4大学・1高専と蔵書の相互利用を行っている。2006年（平成18年）2月末には4大学と相互貸借協定書を締結し、日本赤十字豊田看護大学図書館（約3万冊）、中京大学豊田図書館（約34万冊）、愛知工業大学附属図書館（約26万冊）、愛知学泉大学豊田学舎図書館（約14万冊）の計70万冊が貸出可能となった。2007年（平成19年）には豊田工業高等専門学校とも同様の相互貸借協定書を締結し、同高専図書館の蔵書も貸出可能となった。愛知県内では豊田市より先に瀬戸市の瀬戸市立図書館が同様のサービスを実施している。